# Albà de Verulàmium
|  | Per a altres significats, vegeu «Albà». |

Albà de Verulàmium o d'Anglaterra (Verulàmium, actual Saint Albans, Anglaterra, segle iii - 305) fou un militar romà, primer màrtir britànic pel cristianisme. És venerat com a sant a tota la cristiandat.

## Biografia
Segons la tradició, Albà era un soldat de l'exèrcit romà que vivia prop de la fortalesa de Verulàmium. En trobar un cristià, l'atragué la seva religió i s'hi convertí, justament quan s'iniciava una persecució als cristians decretada per l'emperador.
Quan alguns soldats anaren a casa seva per arrestar un cristià fugitiu a qui havia donat acolliment, Albà es feu detenir en el seu lloc i fou condemnat a mort. Morí decapitat a la ribera del riu Ver.
La data de la mort és discutida: en cròniques anglosaxones es diu que fou el 283, Beda cap al 304. L'historiador John Morris proposà el 209, durant la persecució de Septimi Sever qui, a més, havia estat a Britànnia entre 208 i 211. Altres, finalment, troben més versemblants les dades de251-259.

## Veneració
És venerat com al primer màrtir anglès. Poc després de la mort, al lloc del martiri s'erigí un martyrium, on anà en peregrinació el bisbe Germà d'Auxerre en 429, qui difongué la seva fama per la Gàl·lia. Durant la reevangelització de la Gran Bretanya al segle vi, es revitalitzà el culte a Albà. Sobre la seva tomba s'aixecà un monestir al voltant del qual cresqué una població que és avui Saint Albans, al nord de Londres, i que es convertí en una catedral gòtica.
L'Església catòlica i l'ortodoxa el venera el 22 de juny, i l'anglicana, el 17 de juny.

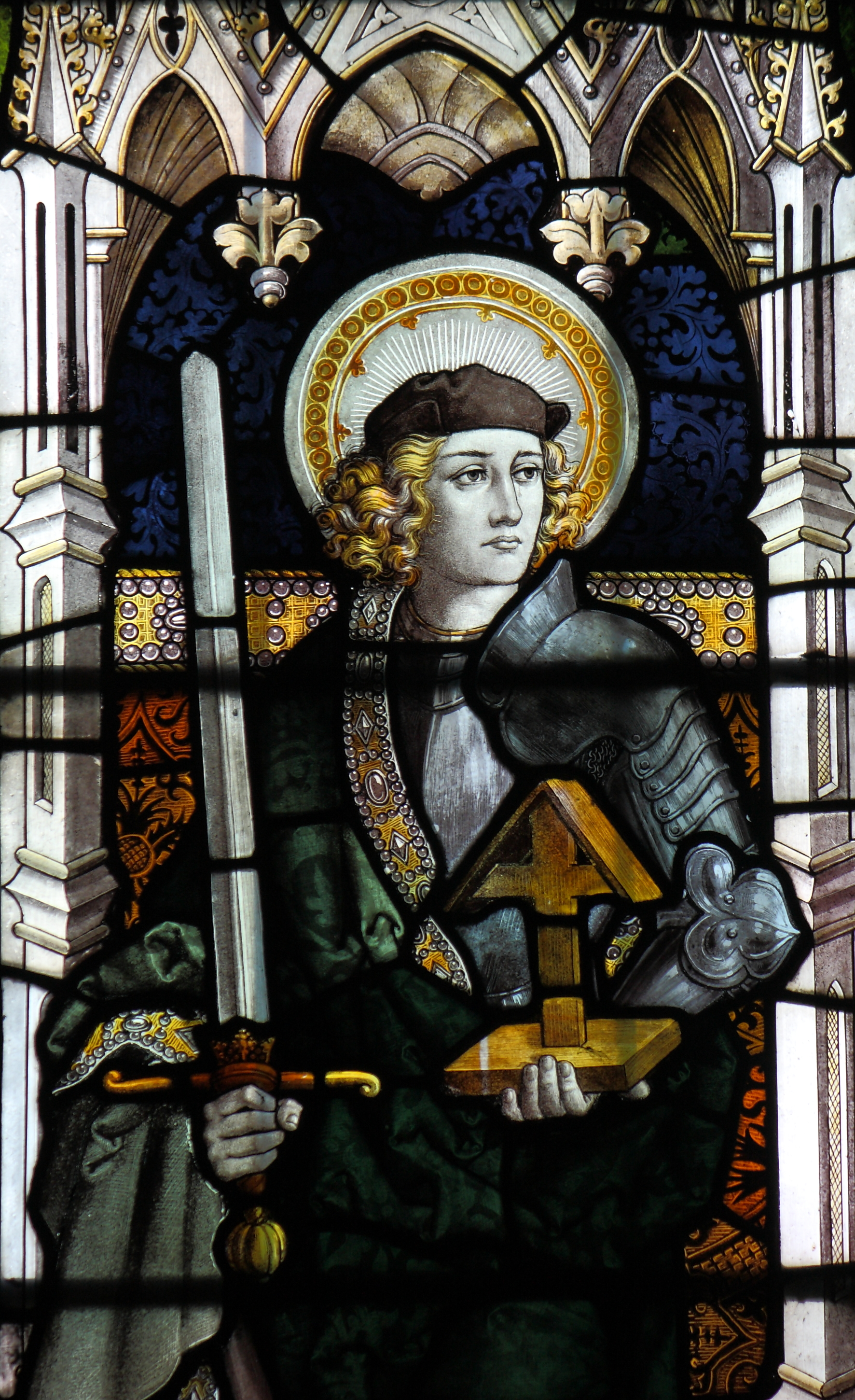
Vitrall del s. XIX a Sledmere (Yorkshire)
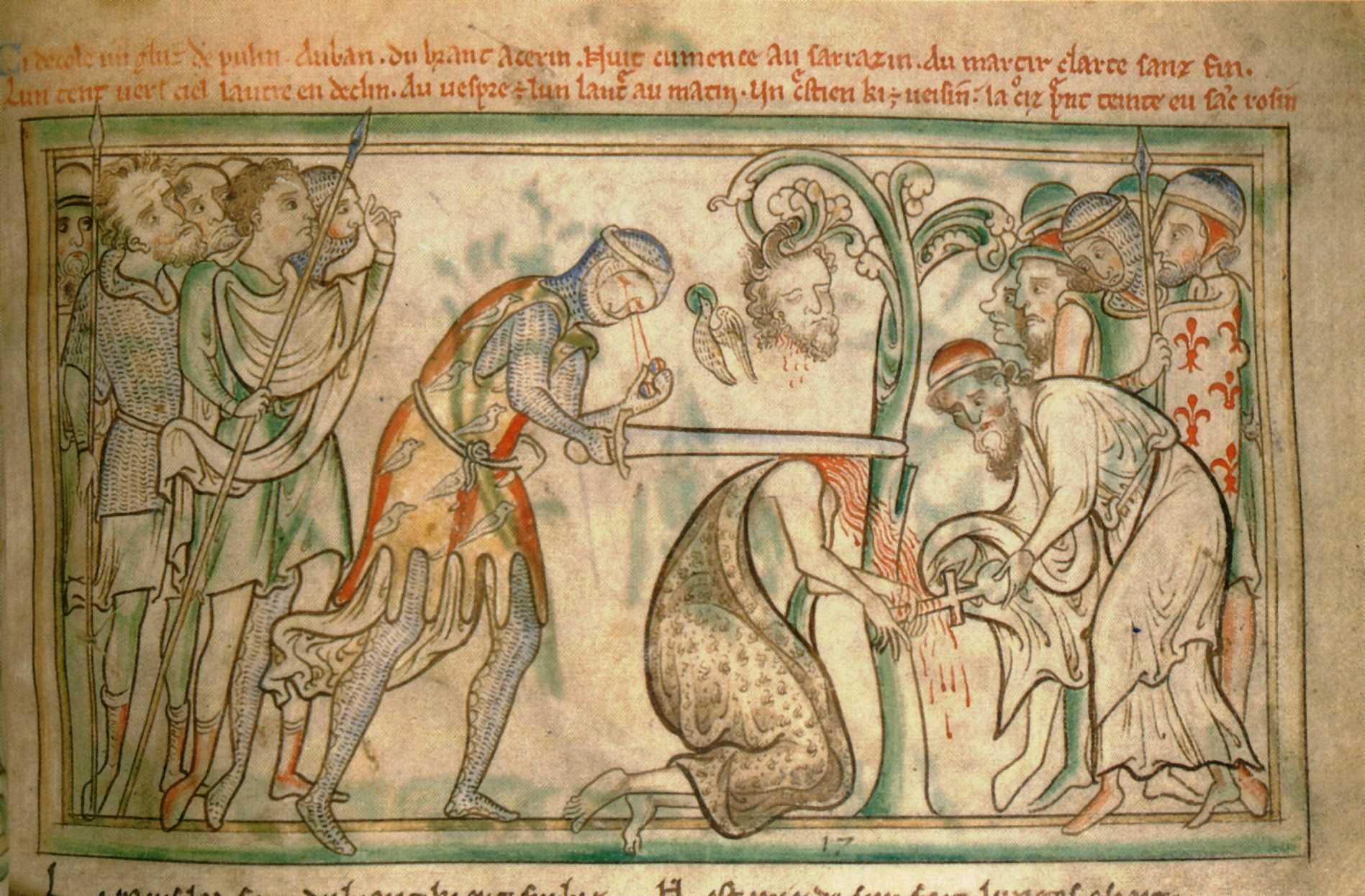
Martiri del sant, d'un còdex del segle xiv per Matthew Paris
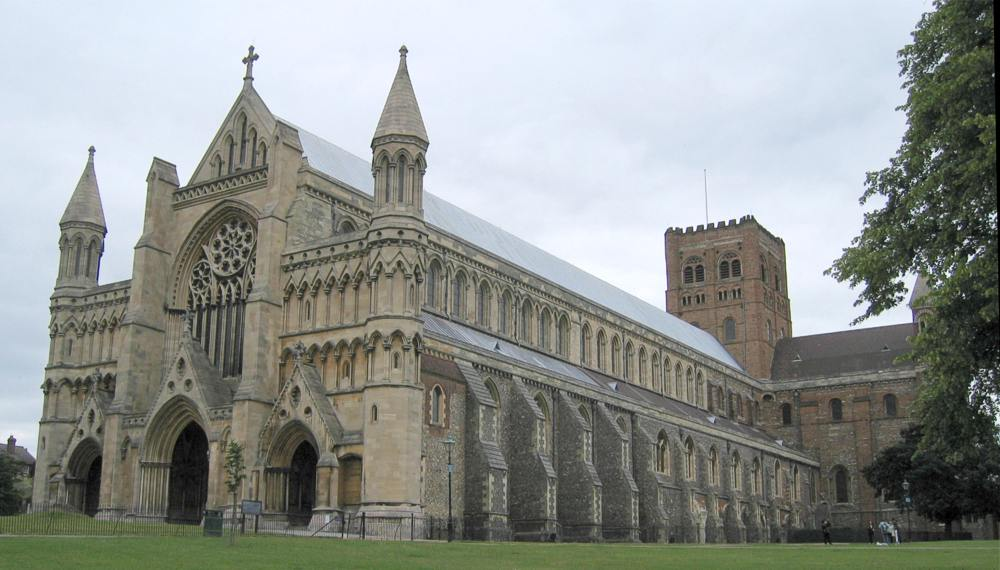
Catedral de Saint Albans
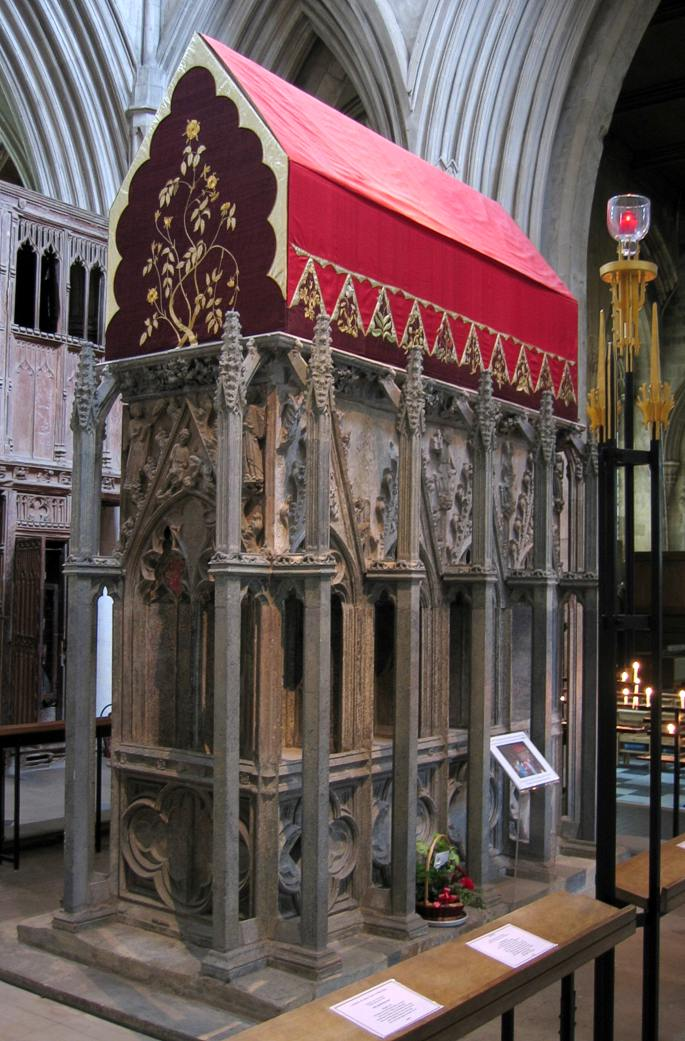
Mausoleu del sant, a la catedral